# Stadttaube

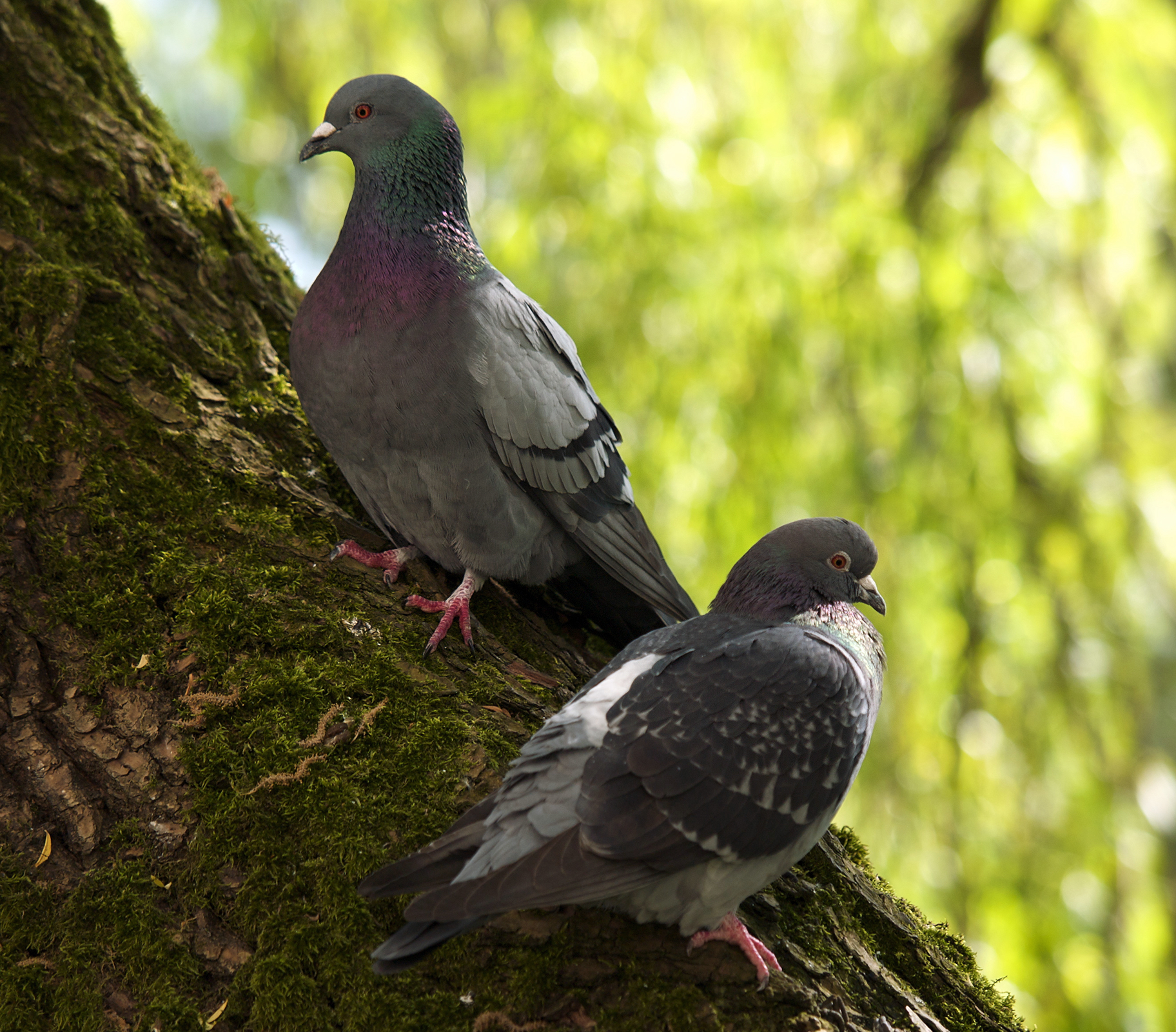
Stadttaube (Columba livia forma domestica)

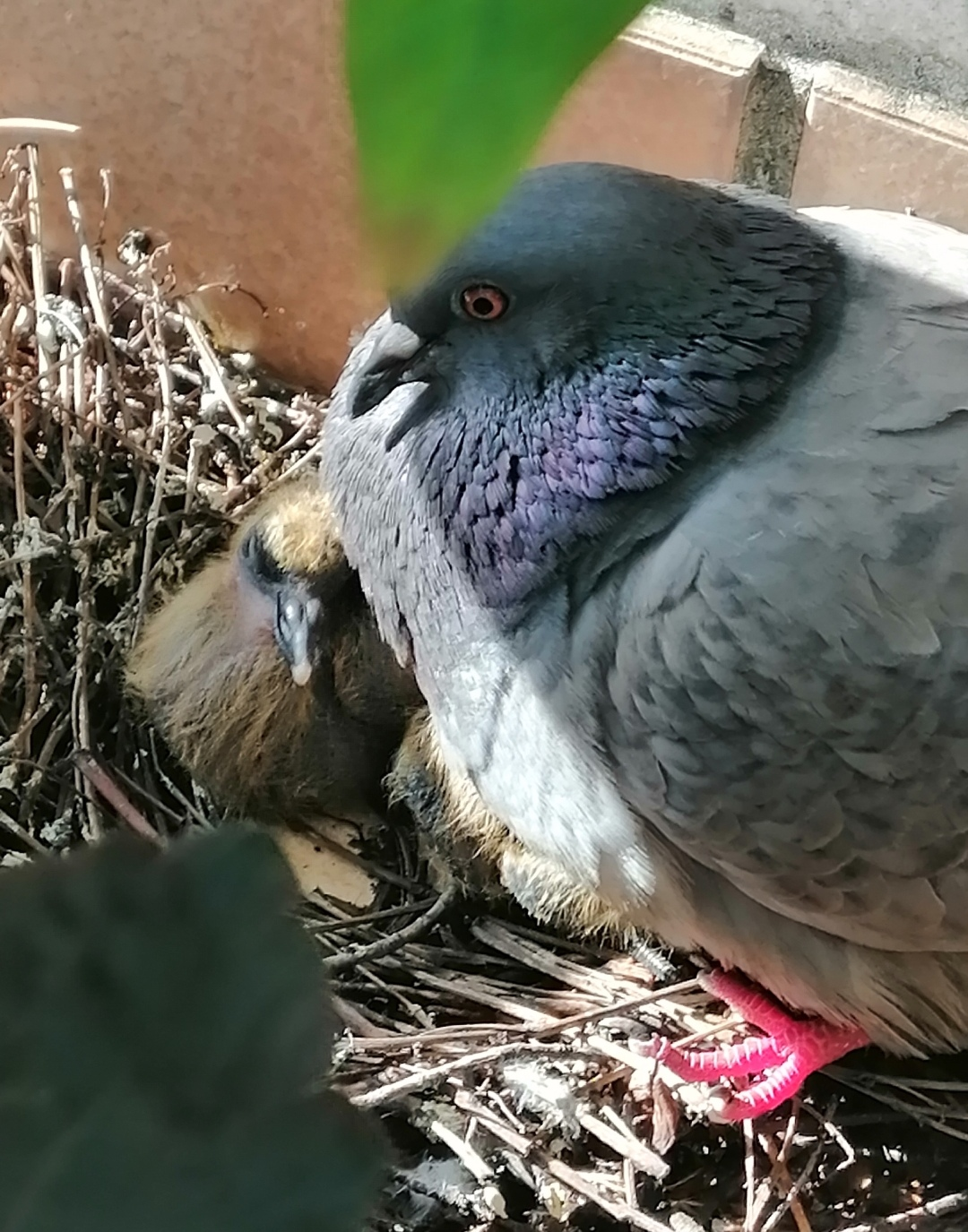
Stadttaube beim Brüten

Die Stadttaube oder Straßentaube ist ein Vogel aus der Familie der Tauben (Columbidae). Sie stammt vermutlich größtenteils von verwilderten Haus- und Brieftauben, die ursprünglich aus der Felsentaube (Columba livia) gezüchtet wurden. Somit würde es sich um Nachkommen ehemals domestizierter Tiere handeln, die inzwischen wieder verwildert und freilebend sind. Die genaue Herkunft ist jedoch letztlich ungeklärt. Von verwilderten und halbwilden Stadttauben wird bereits in Schriften des Altertums berichtet.
Die Stadttauben sind heute weltweit verbreitet. In der zoologischen Fachsprache werden sie als Pariaform bezeichnet.

## Merkmale

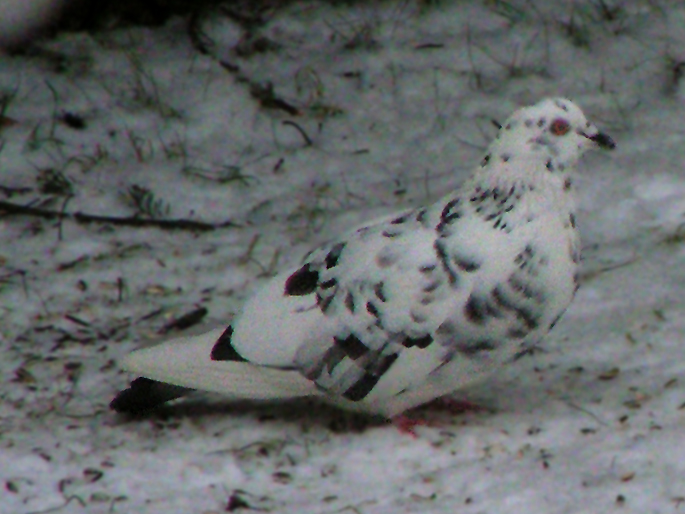
Schwarz-weiße Farbmorphen sind bei Stadttauben relativ selten

Die Stadttaube hat eine Körperlänge von 31 bis 34 cm und ein Gewicht von 240 bis 380 g. Sie ist kleiner als die Ringeltaube und hat einen kürzeren Schwanz. Das Federkleid ist sehr variabel. Ihre Gestalt ähnelt oft der Felsentaube, manche der zahlreichen Gefiedervariationen sehen der Felsentaube sehr ähnlich. Ansonsten treten auch weißgrau gemusterte, einheitlich dunkelgraue oder dunkelbraune, rotgraue oder dunkel gescheckte Farbvarianten auf. Die Iris ist rot oder braun.
Es haben sich auch regionale Besonderheiten herausgebildet. Aus Birmingham ist die „Docktaube“ bekannt; sie ist schwarz und größer als andere Stadttauben. Die Straßen- oder Stadttauben im spanischen Sevilla hingegen sind vorwiegend weiß und brüten auch in Baumhöhlen.

## Stimme, Balzverhalten und Kommunikation

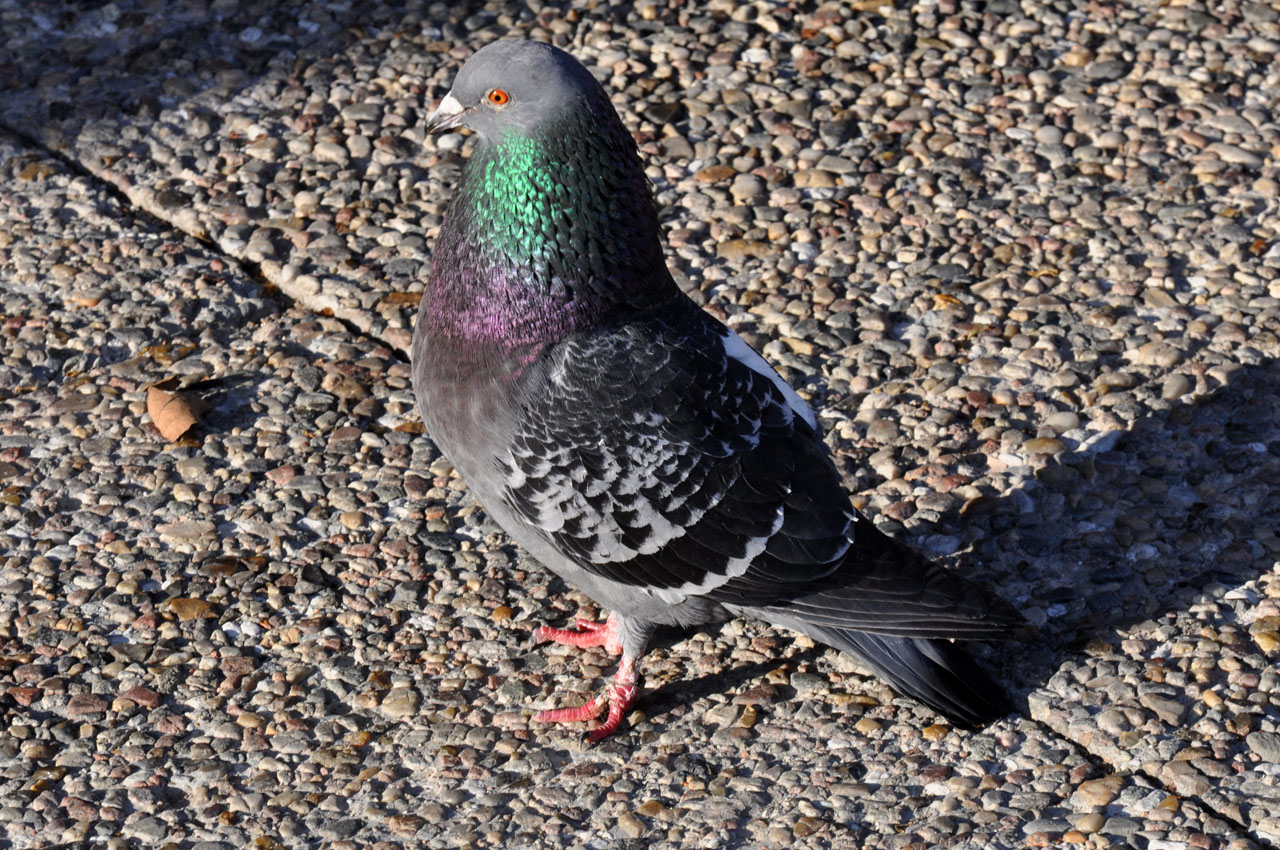
Männchen in Imponierhaltung

Das von beiden Geschlechtern geäußerte Gurren ist sehr variabel und klingt etwa wie „gúrr“ oder „guu-ru-gu.“ Das Männchen balzt mit einem tiefen, kollerndem „gang-grrru-guruú-u“, das mitunter gleichförmig aneinandergereiht wird. Beim ersten Teil dieses Motivs verbeugt es sich, beim letzten richtet es sich wieder auf.
Am Nest wird ein langgezogener Ruf in Wiederholung geäußert, etwa wie „ruh“. Der Warnruf ist ein kurzes, einsilbig betontes „hu“.
Zur Verständigung untereinander werden auch andere Laute benutzt. Mit dem Kropf werden laute oder leise Klack-Geräusche erzeugt. Durch Zittern reiben die Federn aneinander und erzeugen ein raschelndes Geräusch. Während des Balzfluges wird mehrmals schnell mit den Flügeln geklatscht, was auch der Reviermarkierung dient.
Die Jungen betteln mit hellen Fiep-Tönen während des Fütterns.

## Verbreitung und Lebensraum

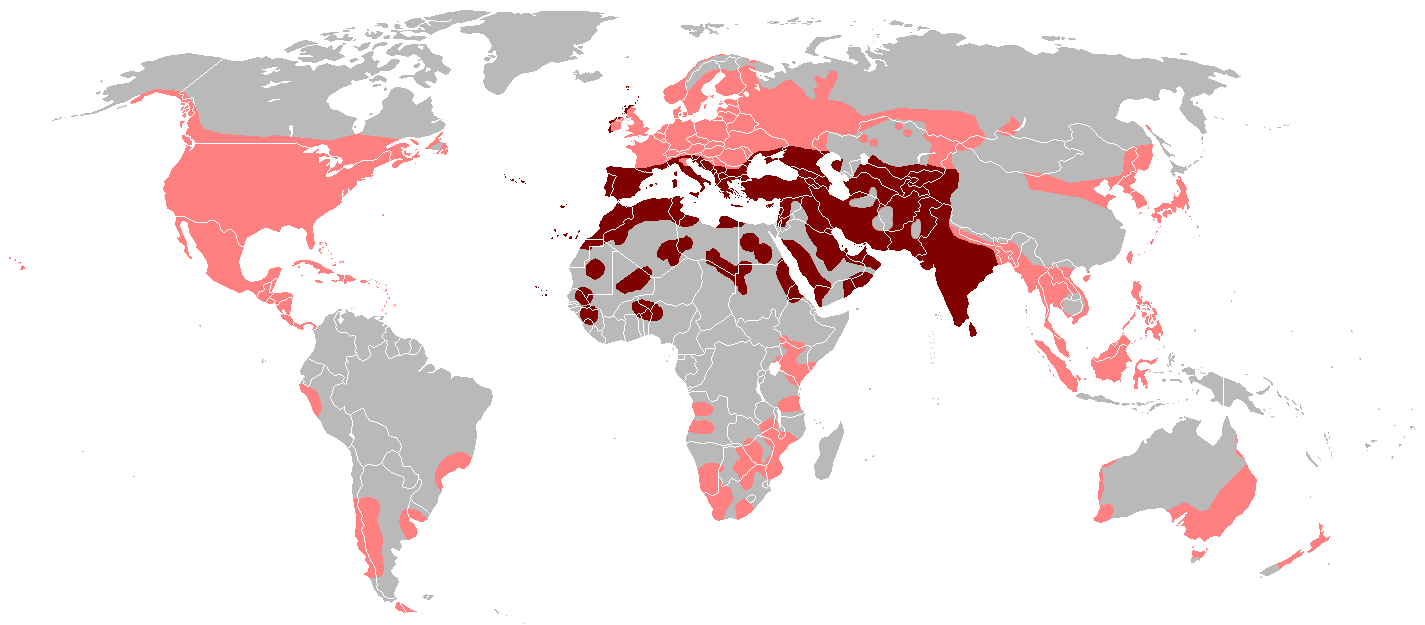
Verbreitung der Straßentaube.
Dunkelrot: natürliches Verbreitungsgebiet der Felsentaube
Hellrot: eingeführte Populationen

Der Lebensraum der Stadttauben sind die Städte auf der ganzen Welt. Stadttauben kommen aber auch außerhalb von Städten vor, vor allem in vom Menschen veränderten Gebieten. Als Abkömmling der Felsentaube, deren Lebensraum Felsenküsten und Höhlen sind, ist der Stadttaube ein Brüten auf Bäumen normalerweise nicht möglich (es kommen sehr selten, als Ausnahme, Baumbruten auf Straßenbäumen vor), sie ist auf Häuser, Mauern, Brücken, Balkone usw. als Felsenersatz angewiesen.

## Ernährung
Wie ihre wilden Verwandten und alle verwandten Taubenarten sind Stadttauben primär Körner- und Samenfresser, die sich hauptsächlich von Getreide- und Leguminosensaaten ernähren, aber je nach Angebot opportunistisch eine Vielzahl von Nahrungsquellen nutzen können. Ernährung durch Insekten, Schnecken und Würmer kommt gelegentlich ergänzend vor, ist aber quantitativ bedeutungslos. Stadttauben-Populationen verfolgen, je nach lokalem Nahrungsangebot, dabei zwei unterschiedliche Strategien zur Nahrungsversorgung. Entweder fliegen in der Stadt brütende Tauben ins ländliche Umland, wo sie sich auf Äckern von Getreide und anderen Saaten ernähren, oder sie suchen sich direkt in der Stadt ihr Futter. Futtersuche an Lagern, Getreidespeichern, Häfen und anderen Umladeplätzen vereint Merkmale beider Strategien. Die Brutperiode und der Bruterfolg korrelieren dabei in hohem Maße mit dem saisonalen Nahrungsangebot. Zusätzlich nehmen Tauben Erde oder Steinchen auf, die als Gastrolithen dienen, aber vermutlich auch die Mineralstoffversorgung verbessern. In Städten werden Stadttauben oft zusätzlich zum selbst gesuchten Nahrungsangebot, das hier auch Abfälle umfasst, gezielt von Tierfreunden gefüttert. Weltweit betrachtet sind zwar nur wenige Stadttauben-Populationen auf diese Nahrungsquelle angewiesen, sie kann aber, insbesondere bei sehr hohen Dichten in Stadtzentren, lokal ausschlaggebend sein.
Stadttauben schließen sich normalerweise bei der Nahrungssuche zu Schwärmen zusammen. Solche Nahrungsschwärme sind keine zufälligen Aggregationen, sondern die Vögel interagieren sozial miteinander, zum Beispiel sind Dominanzhierarchien beim Zugang zur Nahrung nachgewiesen. Die Tiere eines Nahrungsschwarms entsprechen dabei nicht denjenigen einer bestimmten Brutkolonie, diese können sich unterschiedlichen Schwärmen anschließen. Auch zum Rasten bevorzugen Stadttauben Kontakt zu Artgenossen, wobei auch Rastschwärme unabhängig in ihrer Zusammensetzung sind. Nahrungsschwärme können mehrere Kilometer gemeinsam bekannte, ergiebige Nahrungsquellen anfliegen, wobei einzelne Individuen den Schwarm auf bisher unbekannte Quellen „anlernen“ können.

## Fortpflanzung und Lebenserwartung
Weibchen können sich schon im Alter von fünf Monaten paaren. Die erste Brut ist bereits im Alter von sechs Monaten möglich. Der größte Teil der Stadttauben brütet im zweiten Kalenderjahr. Meistens leben die Partner in lebenslanger Monogamie. Die Brutpaare halten sich das ganze Jahr über im Brutgebiet auf. Die Männchen besetzen ein Nestrevier, das mehrere Nistplätze beinhalten kann und meist lebenslang behalten wird. Der Tauber lockt das Weibchen durch Rufe zum Nistplatz auf Simsen, im Inneren von Höhlen, Löchern in Felswänden oder vergleichbaren Stellen an Gebäuden, mitunter auch in geschlossenen Räumen, die durch Fenster und dergleichen erreicht werden.
Das Nest wird von beiden Geschlechtern gebaut, wobei das Männchen das Nistmaterial einträgt, und besteht meist aus einer dünnen Schicht aus Zweigen, Wurzeln, Halmen, Federn, Papier- und Kunststofffetzen, seltener auch aus Draht oder ähnlichem. Oft werden die Eier auch ohne Unterlage auf den nackten Boden des Brutplatzes gelegt. Ältere Brutplätze sind mit einer dicken Schicht Taubenkot bedeckt. Die Brutzeit dauert durchschnittlich etwa 17 bis 18 Tage. Die Hauptbrutzeit liegt in Mitteleuropa meist in der Zeit von März bis August oder bis in den Oktober, jedoch sind Bruten im Herbst und Winter nicht ungewöhnlich. Sie sind in Großbritannien häufig und kommen auch in Norwegen und Finnland vor.
Im Normalfall finden zwei bis vier Bruten pro Jahr statt, doch können bis zu sechs vollständige Bruten vorkommen. In Großbritannien werden von sieben bis neun Gelegen nur drei bis sechs vollendet. Bei Verlust des Geleges kann in 10 bis 14 Tagen ein Nachgelege erzeugt werden. Das Gelege besteht fast immer aus zwei Eiern, mitunter aus einem, sehr selten aus dreien. Die Eier sind spindelförmig, oval, weiß und leicht glänzend. Sie sind 34 bis 42 Millimeter lang und 26 bis 31 Millimeter breit. Sie werden im Abstand von 48 Stunden gelegt und 17 bis 18 Tage lang von beiden Partnern bebrütet, beginnend ab dem ersten Ei.
Nach dem Schlupf werden die Nestlinge anfänglich häufig gehudert und von beiden Partnern mit Kropfmilch gefüttert. Mit zunehmendem Alter werden sie tagsüber von den Eltern allein im Nest zurückgelassen und nur etwa viermal am Tag gefüttert. Die Eltern suchen derweil das Zweitnest auf und beginnen bereits mit einer neuen Brutfolge. Im Alter von 23 bis 25 Tagen verlassen die Jungen das Nest. Mit 30 bis 35 Tagen sind sie voll flugfähig und unabhängig. Sie bleiben jedoch in der Nähe und verlassen den Familienverband erst viel später, wenn der eigene Partner gefunden wurde.
In Stadtkernen liegt die Jungensterblichkeit bei bis zu 90 % im ersten Lebensjahr. Die durchschnittliche Lebenserwartung beträgt zwei bis drei Jahre. Unter optimalen Bedingungen können aber auch Stadttauben ein Alter von mehr als zehn Jahren erreichen.
Von Tierschützern wird immer wieder vorgebracht, satte Tauben hätten nicht mehr Nachwuchs als hungrige, die Vermehrungsrate hinge also nicht von einer Taubenfütterung ab. Allerdings stellten Birte Stock und Haag-Wackernagel in einer sehr aufwändigen Studie zum plötzlichen Entfall einer Hauptfutterquelle im Hafen von Basel fest, dass hungrige Tauben gegenüber gut genährten seltener brüten und in der Folge weniger Jungvögel ausfliegen. In der Untersuchung nahm die Zahl der brütenden Tauben bzw. Paare von 193 auf 145 ab, die Zahl gelegter Eier von 926 auf 503, die Zahl geschlüpfter Jungen von 340 auf 195 und die Zahl flügger Jungen von 240 auf 113, also um mehr als die Hälfte.

## Feinde

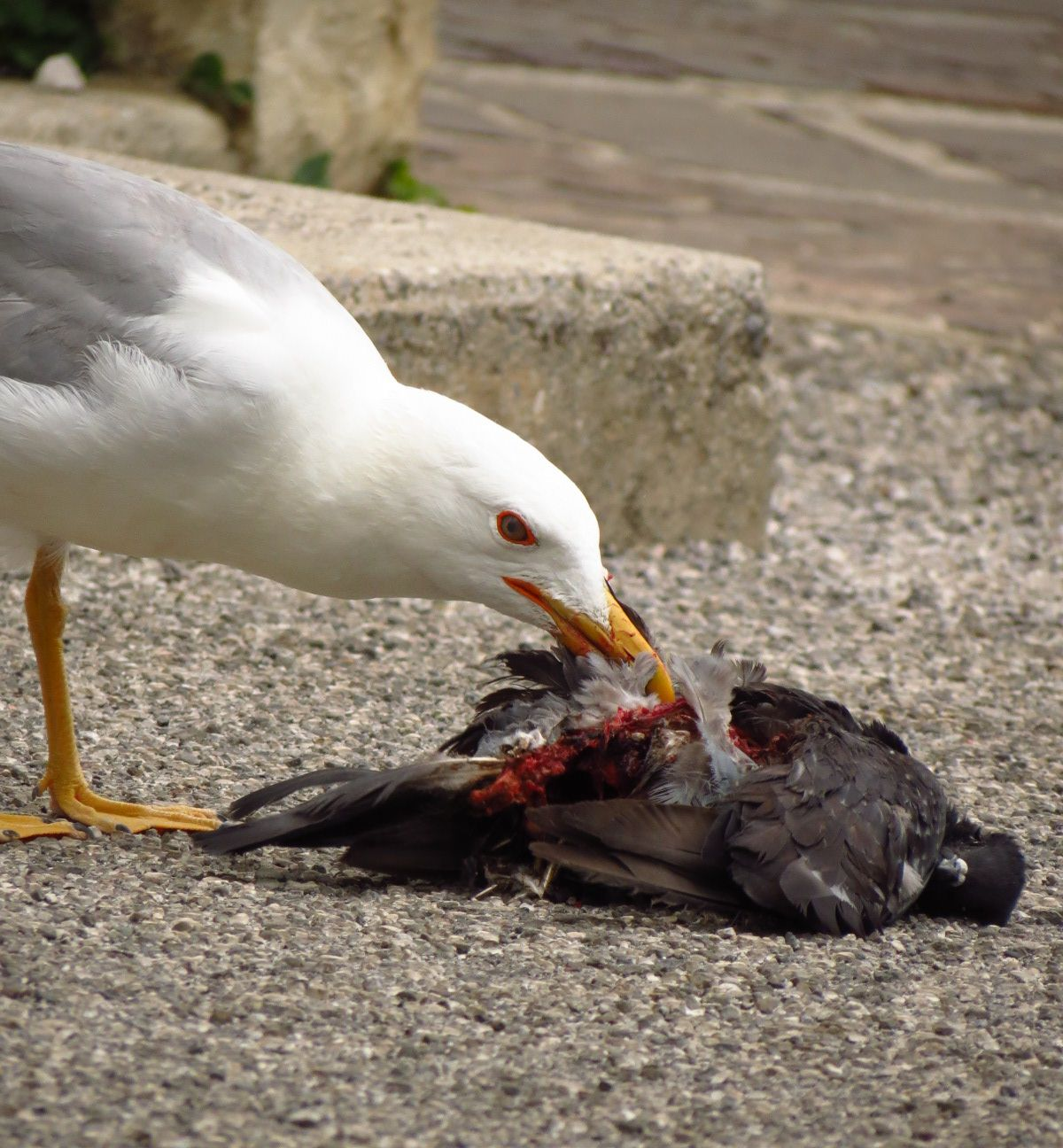
Silbermöwe mit erbeuteter Stadttaube

In weiten Teilen des Verbreitungsgebietes ist die Straßentaube eine Hauptbeute des Wanderfalken, des Uhus, der Marder sowie von Katzen. Das Sperber-Weibchen schlägt gelegentlich ebenfalls Tauben.
In Regionen, wo Silbermöwen leben, müssen Stadttauben besonders vorsichtig sein, da diese nicht nur kleinere Vögel jagen, sondern es sogar mit den größeren Ringeltauben aufnehmen können.

## Krankheiten
Tauben können unter bakteriellen Erkrankungen (Salmonellose, Ornithose, Tuberkulose, Kokken- und Coli-Infektionen), Mykosen (Aspergillose, Soor) oder Viruskrankheiten (Taubenpocken, Taubenherpes, Paramyxovirusinfektion, Newcastle-Krankheit, Circovirusinfektion, Leukose, Adenovirusinfektion) leiden. Zu den Endoparasiten der Tauben gehören die Kokzidiose, Trichomonadose, Hexamitiasis, Toxoplasmose und diverse Wurmarten. Die meisten der genannten Krankheiten sind nicht taubenspezifisch, sondern kommen ebenso bei anderen Vögeln wie z. B. Singvögeln, Greifvögeln und Geflügel vor. Infektionskrankheiten beim Menschen durch Tauben (Zoonosen) treten nur selten auf. Meist sind Personen mit geschwächtem Immunsystem betroffen. Infektionsquelle ist hierbei häufig das Einatmen von getrocknetem infiziertem Taubenkot.
Eine wichtige Viruserkrankung der Tauben, wie vieler anderer Vögel, sind Paramyxoviridae, die die sogenannte Newcastle-Krankheit (auch: atypische Geflügelpest) auslösen, sie können diese auf Geflügelbestände in menschlicher Obhut übertragen. Eine Gefahr für den Menschen besteht im Normalfall aber nicht.
Ein Problem kann Ornithose, übertragen durch das Bakterium Chlamydophila psittaci sein (Psittakose der Papageienvögel ist der gleiche Erreger). Die meldepflichtige Ornithose befällt deutschlandweit laut den Statistiken des RKI jährlich ca. 10 Personen, wovon nur 8 % auf Tauben zurückgeführt werden können. Hierunter sind vorwiegend Taubenzüchter, die engen Kontakt zu ihren Vögeln haben. Der Erreger ist, mit Prävalenz von wenigen Prozent, in Stadttauben-Populationen nachweisbar, zum Beispiel in der Stadt Basel. Eine Übertragung auf den Menschen erscheint aber nur bei engem Kontakt zu den Vögeln wahrscheinlich. Es kommen aber auch andere pathogene Chlamydien bei Stadttauben vor.
Die Salmonellose gehört zu den am häufigsten bei Menschen vorkommenden Infektionen. Hierbei handelt es sich jedoch um die Vergiftung durch Salmonellen in Lebensmitteln. Bei Tauben kommt jedoch überwiegend der Typ Salmonella typhimurium in der Variante Copenhagen vor, und dieser Typ konnte bei an Salmonellen erkrankten Menschen bisher wissenschaftlich nicht nachgewiesen werden.
Auch die Geflügeltuberkulose ist meldepflichtig. Tauben können sich an der von Mycobacterium avium hervorgerufenen Geflügeltuberkulose, die vorwiegend Hühnervögel befällt, über verunreinigtes Wasser oder Futter anstecken. Der trockene, zu Staub zerfallene Kot der Tauben ist für Menschen die häufigste Ansteckungsquelle. Die Ansteckung mit Geflügeltuberkulose verläuft weniger schwer als bei einer humanen Tuberkulose oder Rindertuberkulose, kann jedoch für stark immungeschwächte Personen gefährlich sein.
Tauben sind Wirte von Influenzaviren, darunter derjenigen vom Typ Vogelgrippe H7N9 und vom Typ H5N1 (aber nicht Vogelgrippe H5N8, Geflügelpest). Die Infektionsrate getesteter Tauben lag bei wenig über ein Prozent. Bei experimentellen Infektionen mit den Viren war ihre Mortalität sehr gering. Die geringen mit dem Kot ausgeschiedenen Virenmengen werden als gesundheitlich bedeutungslos eingeschätzt. Stadttauben und Haustauben gelten daher bei den auch für den Menschen ansteckenden Vogelgrippe-Infektionen als bedeutungslos.
Einige der genannten Krankheiten werden nicht nur bei direktem Kontakt, sondern durch den Kot der Tiere übertragen. Gesundheitlich bedeutsam sind vor allem durch den Pilz Cryptococcus neoformans hervorgerufene Kryptokokkosen. Generell wird frischer Kot als ansteckender eingestuft als bereits ausgetrockneter und von der Sonne gebleichter Kot, da z. B. Kokzidien und Trichomonaden dadurch abgetötet werden. Bei der Beseitigung des Taubenkots können hohe Konzentrationen von Mikroorganismen in der Luft vorkommen. Die Vogelhalterlunge oder Vogelhalterkrankheit, häufig auch als Taubenhalterlunge bezeichnet, wird durch eine allergische Reaktion auf das häufige Einatmen von Stäuben aus Vogelkot und Federn ausgelöst.
Stadttauben sind regelmäßig von einer großen Anzahl von Ektoparasiten befallen. Dazu gehören in Mitteleuropa etwa Taubenwanze Cimex columbarius, Taubenfloh Ceratopsyllus columbae, Rote Vogelmilbe Dermanyssus gallinae, Taubenzecke Argas reflexus. Für den Menschen bedeutsam sind vor allem Stiche der letztgenannten beiden Arten. Beides sind Arten, die nicht als permanente Ektoparasiten auf ihrem Tauben-Wirt leben, sondern im Bereich von Kolonien und Nestern. Sie können bei Nistgelegenheiten in Dachböden etc. in menschliche Wohnungen eindringen und hier Blut saugen, oft nachdem die Tauben selbst bei einer Bekämpfungsaktion getötet oder vertrieben wurden. Während die Mortalität bei den Tauben hoch ist (Nestlingsverluste von etwa einem Viertel) treten beim Menschen meist nur harmlose, juckende lokale Stichreaktionen (Rötung und Quaddeln) auf.

## Stadttaube und Mensch

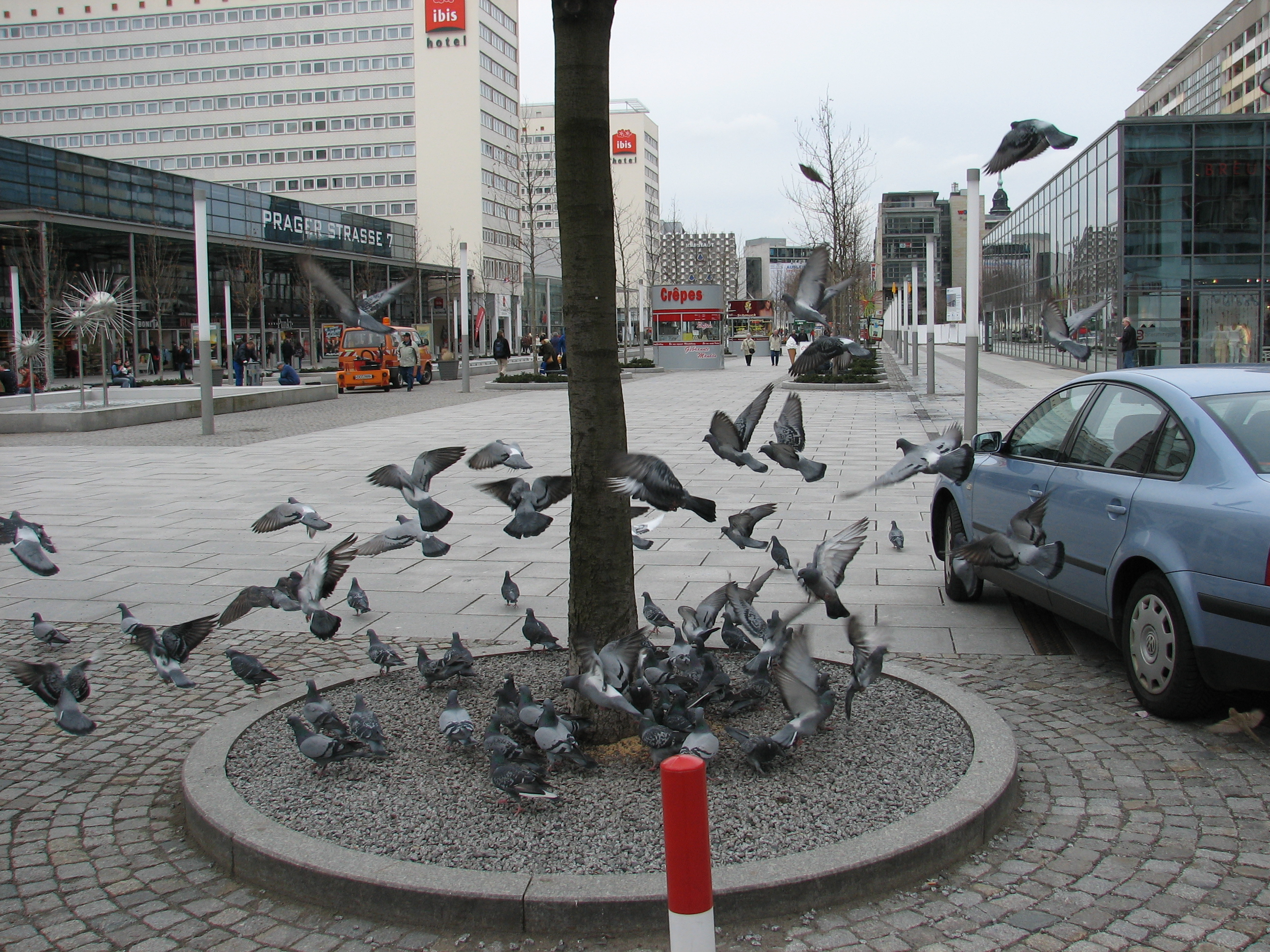
Stadttauben in einer Fußgängerzone

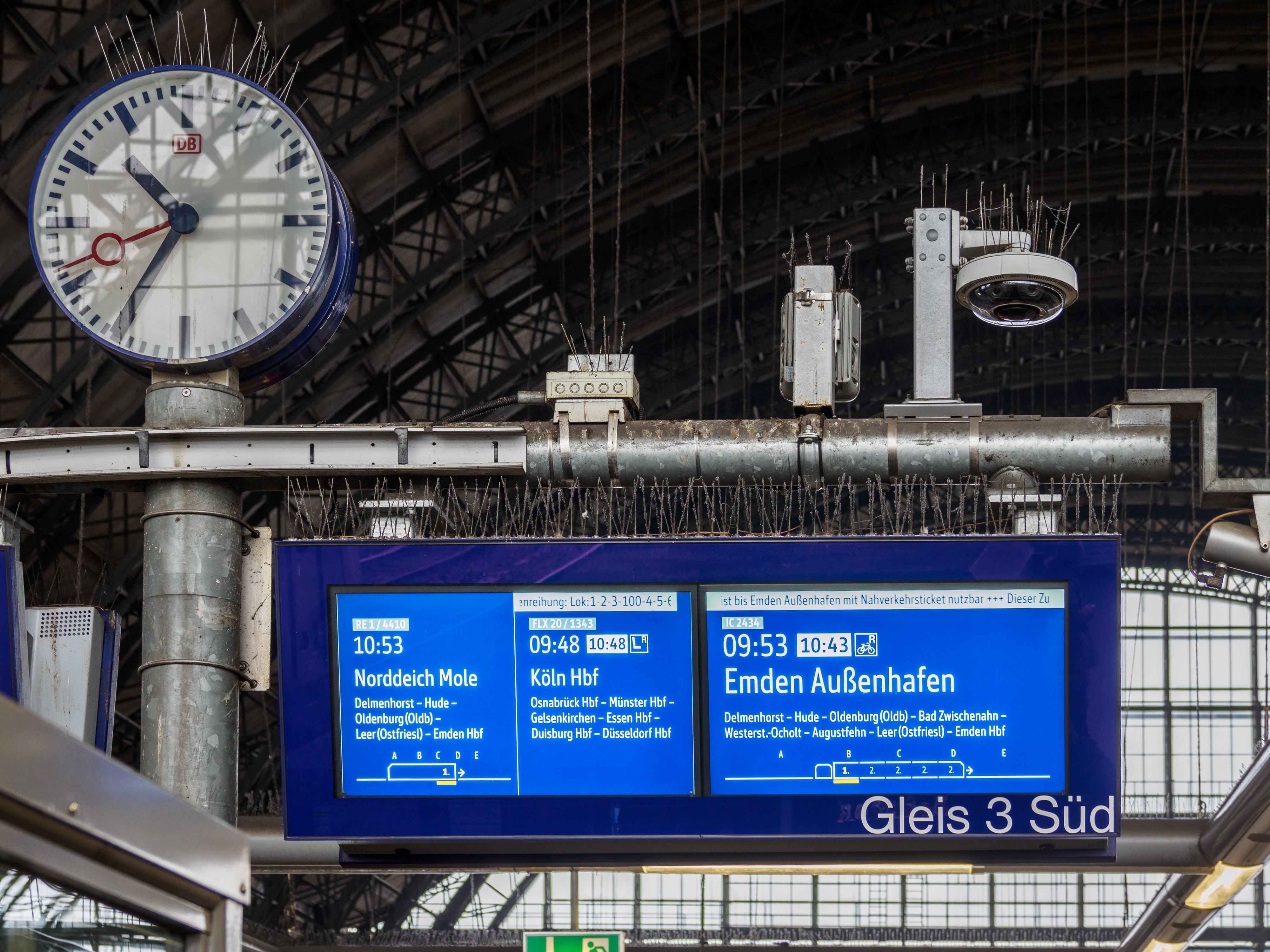
Taubenabwehrnadeln als Anflugschutz in Bremen Hbf

Stadttauben gelten in Deutschland als Schädlinge im Sinne des Tierschutzgesetzes, wenn sie in hohen Populationsdichten auftreten.

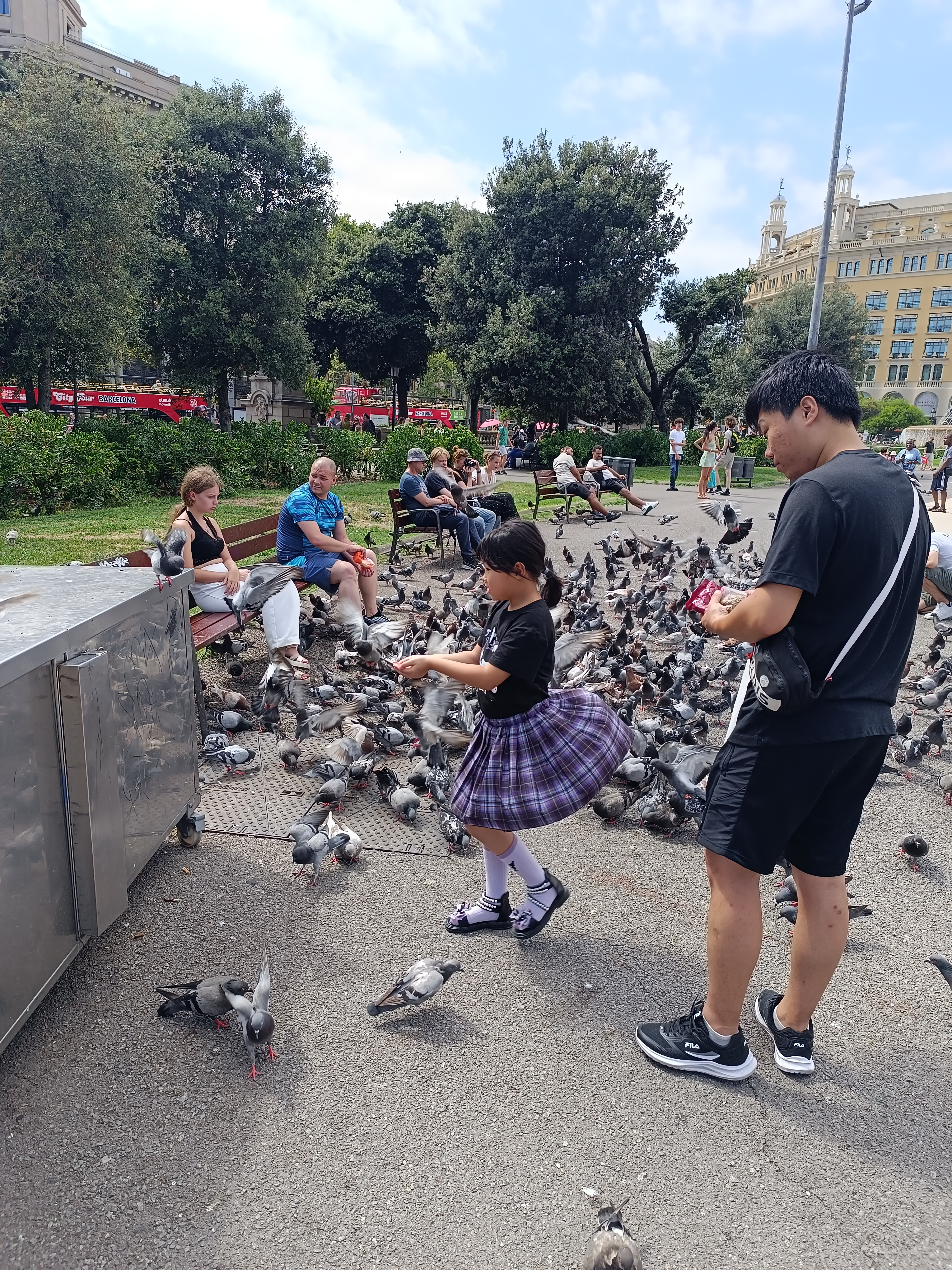
Große Menge an Stadttauben in Barcelona, die aufgrund von menschlicher Anfütterung entstanden ist

Gleichzeitig können Menschen durch umweltschädliches Verhalten zur Gefahr für Stadttauben werden.

### Schäden an Gebäuden
Eine Stadttaube hinterlässt 4–12 kg Kot pro Jahr, was bei großen Beständen zu massiven Verschmutzungen überall dort führt, wo sich Tauben längere Zeit aufhalten. Da Tauben große Nahrungsmengen im Kropf zwischenspeichern können, kann es insbesondere bei Gebäuden, die als Rastplatz beliebt sind, zu einer Anreicherung von Kot kommen. Abgeschätzt werden Mengen von 0,5 bis 1,5 Gramm pro Vorgang, was zu etwa 11 bis 26 Gramm pro Tag (24-Stunden-Periode) führt. Der Taubenkot stellt eine optische und hygienische Beeinträchtigung dar. Auch über Schädigungen der Bausubstanz durch Taubenkot wird berichtet. Der frisch abgesetzte Kot weist einen nur sehr schwach sauren pH-Wert von etwa 6,5 auf, der aber nach einiger Zeit (ca. 100 Stunden) auf stärker saure Werte von ca. 4,5 abfällt. Neben der direkten Schädigung vor allem von Kalkgestein durch die organischen Säuren wird von Schäden durch Salzausblühungen in Spalten und durch verstärktes Wachstum von kotzersetzenden Mikroorganismen und Pilzen berichtet. Vor allem bei historischen Gebäuden, die oft aus empfindlichen Natursteinen errichtet sind und die durch Vorsprünge, Nischen und Hohlräume reich gegliederte Fassaden aufweisen, gelten Stadttauben, neben Möwen, als in dieser Hinsicht bedenklichste Art. Dabei ist der Kot der Stadttauben, vermutlich aufgrund der oft qualitativ minderwertigen Nahrung, schädlicher als derjenige anderer Tauben.

### Bekämpfung der Stadttauben
In vielen Städten wird großer Aufwand betrieben, um die Zahl der Tauben gering und die Gebäude taubenfrei zu halten.

#### Lokale Taubenabwehr

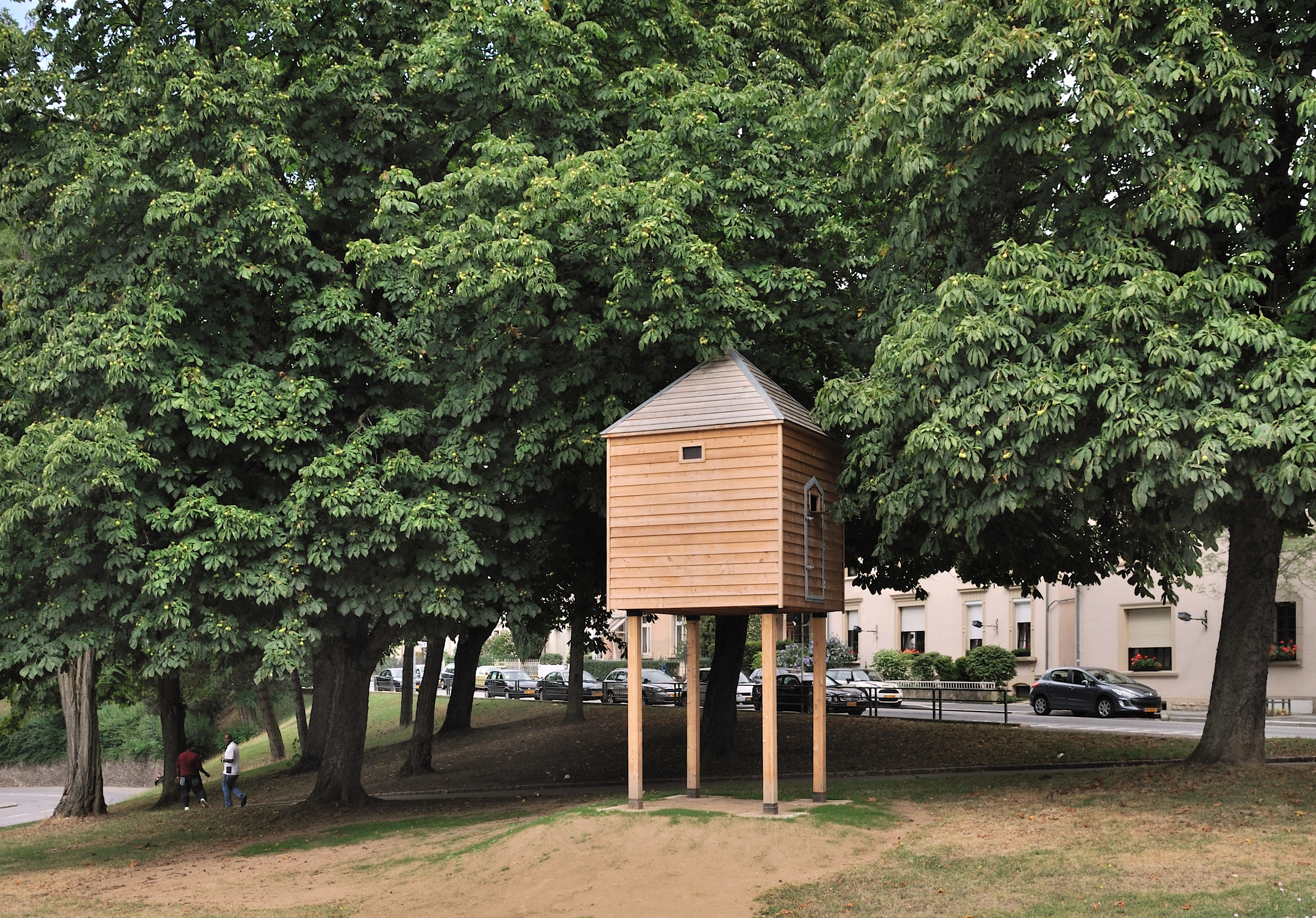
Taubenhaus in Luxemburg-Stadt, Versuch zur Populationskontrolle

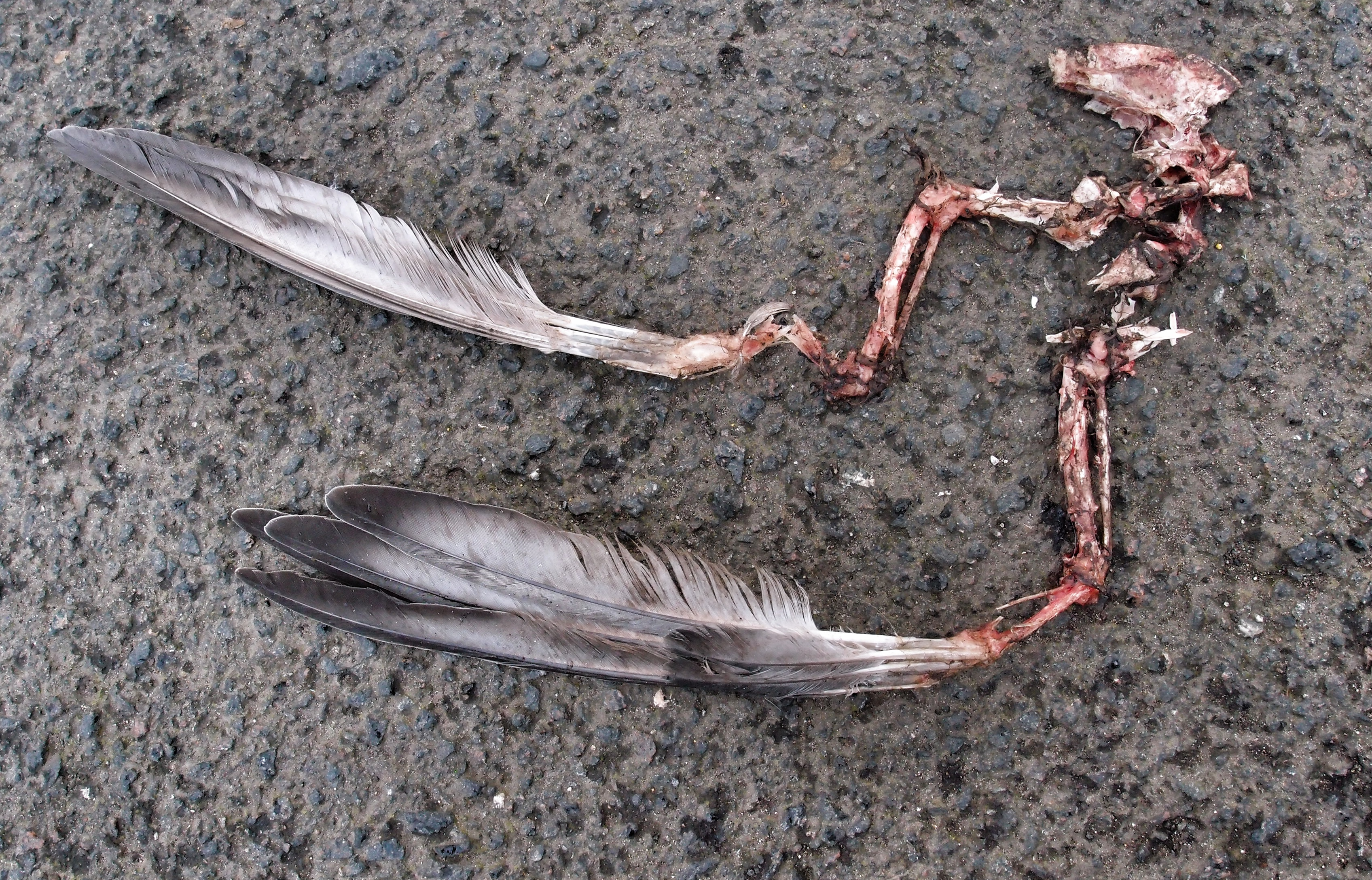
Überreste einer von einem Greifvogel geschlagenen Stadttaube

Die Maßnahmen zur Vogelabwehr können vielfältig sein: Abhängen von Gebäuden oder Gebäudeteilen mit Netzen, Anflugsperren wie Nadeln (Taubenabwehrleisten), Drähte (z. T. stromdurchflossen) oder Klebegels. Verursacht werden diese lokalen Probleme in der Regel durch häufiges Füttern in der nächsten Umgebung, die die Tauben anzieht.
Moderne Stadtteile besitzen dabei vielfach deutlich weniger Probleme mit Stadttauben, weil dort in der Regel weniger Brutmöglichkeiten etwa im Dachbereich und an Gesimsen gegeben sind. Städte mit einer großflächigen historischen Bausubstanz zeigen dagegen deutlich mehr Möglichkeiten zur Brut von Straßentauben. Eine großräumige Verringerung des Brutplatzangebotes (vor allem im Bereich von privaten Gebäuden) ist in der Realität schwierig, in vielen Einzelfällen aber sinnvoll und wichtig.

#### Reduzierung der Stadttaubenpopulation
Um die Population der Stadttauben stadtweit zu verringern, wurde versucht, den Taubenbestand durch Abschuss und Bejagen mit Falknern zu verringern. Das Abschießen von Tauben und das Jagen der Tiere durch dressierte Falken löst das Problem nicht. Der entnommene Taubenbestand ist viel zu klein, um effektiv sein zu können, die geringere Taubendichte führt zu vermehrtem Bruterfolg und der Fehlbestand ist sehr rasch wieder aufgefüllt. Der Abschuss ist zudem nicht tierschutzkonform, außerdem besteht im innerstädtischen Raum in der Regel ein Jagdverbot. Das Auslegen von Giftködern ist tierschutzrechtlich nicht vertretbar, zudem führt die unkontrollierbare Ausbringung von Giften in die Umwelt zum Tod ungezählter Greifvögel und Aasfresser, aber auch von Enten und anderen Vögeln. Futterdragees mit integrierter Verhütungspille sind problematisch, weil solche Mittel nur bei regelmäßiger und gleichbleibender Einnahme wirksam sind und eine solche bei wildlebenden Tieren praktisch nicht umsetzbar ist. Auch kann die Ausbringung von Hormonen in die Umwelt zu Problemen bei der Greifvogelpopulation führen.
Tierschützer versprechen oft die stadtweite Regulation von Straßentauben durch Taubenschläge, in denen die neue Taubenpopulation betreut und die Eier der brütenden Tauben teilweise durch Attrappen ersetzt werden. Vor allem in Deutschland und den Niederlanden wird diese Methode angewandt. Derzeit bestehen über 168 Taubenhäuser in Deutschland. Eine Erfolgskontrolle solcher Taubenhäuser – durch Zählungen vorher und nachher – wurde bisher nicht vorgenommen. Taubenhäuser werden wegen der hohen Standorttreue brütender Taubenpaare vor allem von Jungtaubenpaaren ohne Brutplatz angenommen, die bisher nicht brüten konnten. Allenfalls freiwerdende Brutplätze werden rasch von nichtbrütenden Jungtaubenpaaren übernommen. Es ist daher wissenschaftlich unstrittig, dass durch Taubenhäuser der stadtweite Bestand an Straßentauben in der Praxis nicht reguliert werden kann. Die ständige Entnahme von Eiern aus den Taubenhausnestern führt zudem zu einem hohen Brut-Stress. Auch verlassen Taubenpaare wieder die Taubenhäuser, wenn sie merken, dass sie keinen Bruterfolg haben; es ist daher notwendig, regelmäßig Taubeneier zu belassen, was die Regulation sogar innerhalb des Taubenhauses gefährdet. Die in der Regel gute Futterversorgung der Tauben in den Taubenhäusern führt auch zu einer deutlich höheren Zahl gelegter Eier. Richard Köhler stellte 2008 in einer Studie für die Stadt Bochum fest: „Ein Erfolg der [Taubenschlag-]Methode aufgrund des von den Betreibern angegebenen Wirkungsmechanismus ist – trotz intuitiv einleuchtender und zunächst überzeugend klingender Argumentation – aufgrund gesicherten ökologischen und populationsbiologischen Fachwissens nahezu ausgeschlossen“.
Nachweislich wirksam zur Beschränkung der Stadttaubenpopulation bei gleichzeitiger Verbesserung des Gesundheitszustandes ist ausschließlich die Verringerung des Futterangebotes (Fütterverbot), wie Forschungen zeigen. Dabei ist es notwendig, die Bevölkerung immer durch die verschiedenen Medien über die Notwendigkeit eines Fütterverbotes bzw. über die Schädlichkeit des Fütterns zu informieren, auch z. B. Plakate oder Hinweistafeln an Orten mit hoher Fütterung sind wichtig.

## Bildergalerie

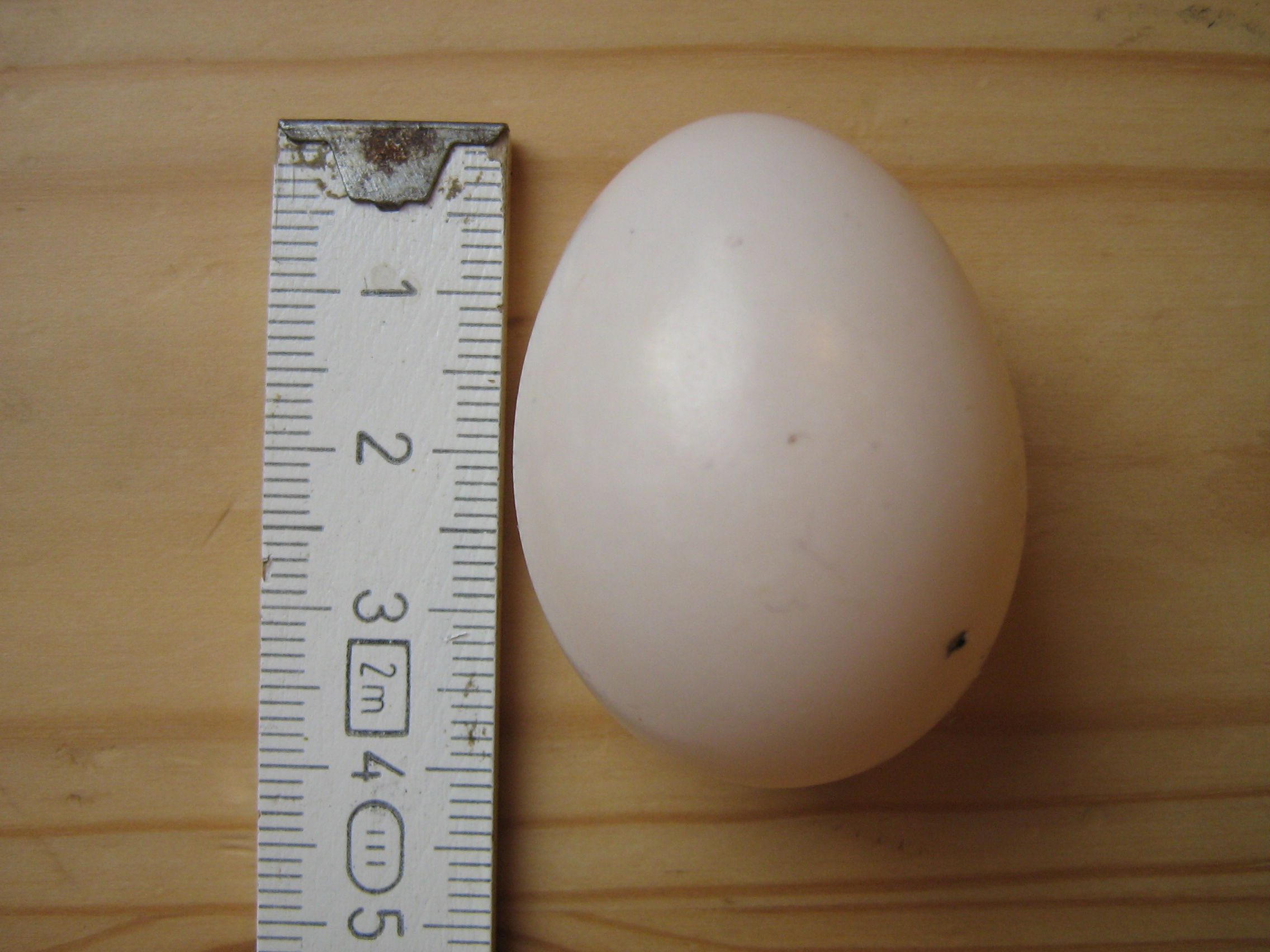
Ei
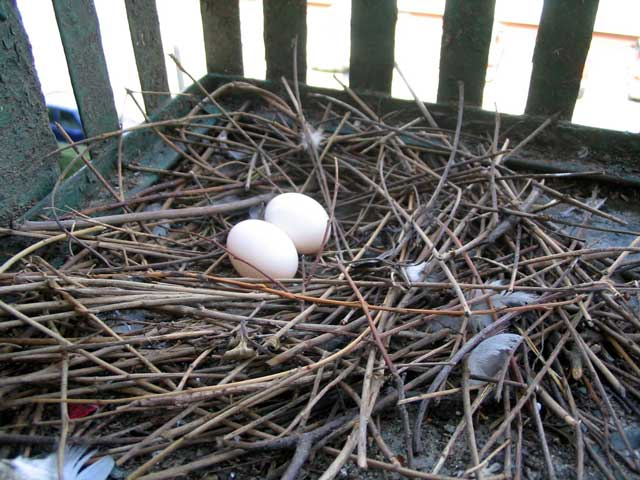
Nest mit zwei Eiern
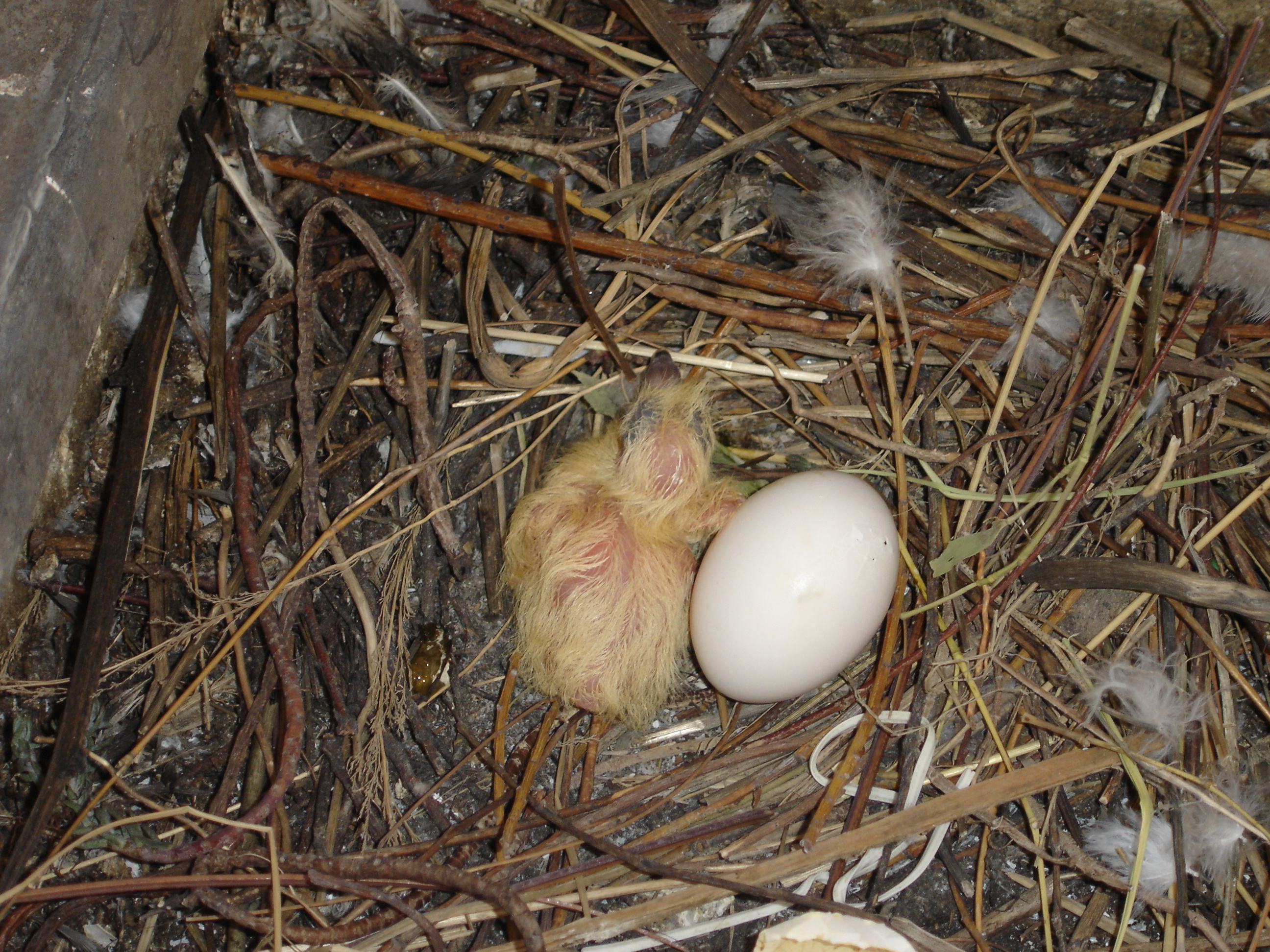
Geschlüpftes Küken und ein intaktes Ei
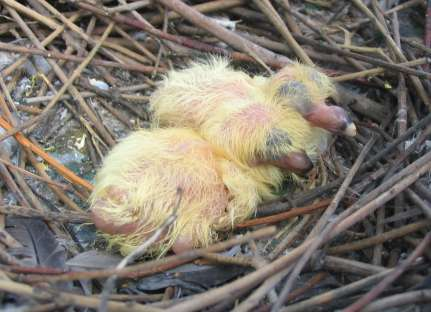
Küken, einen Tag alt
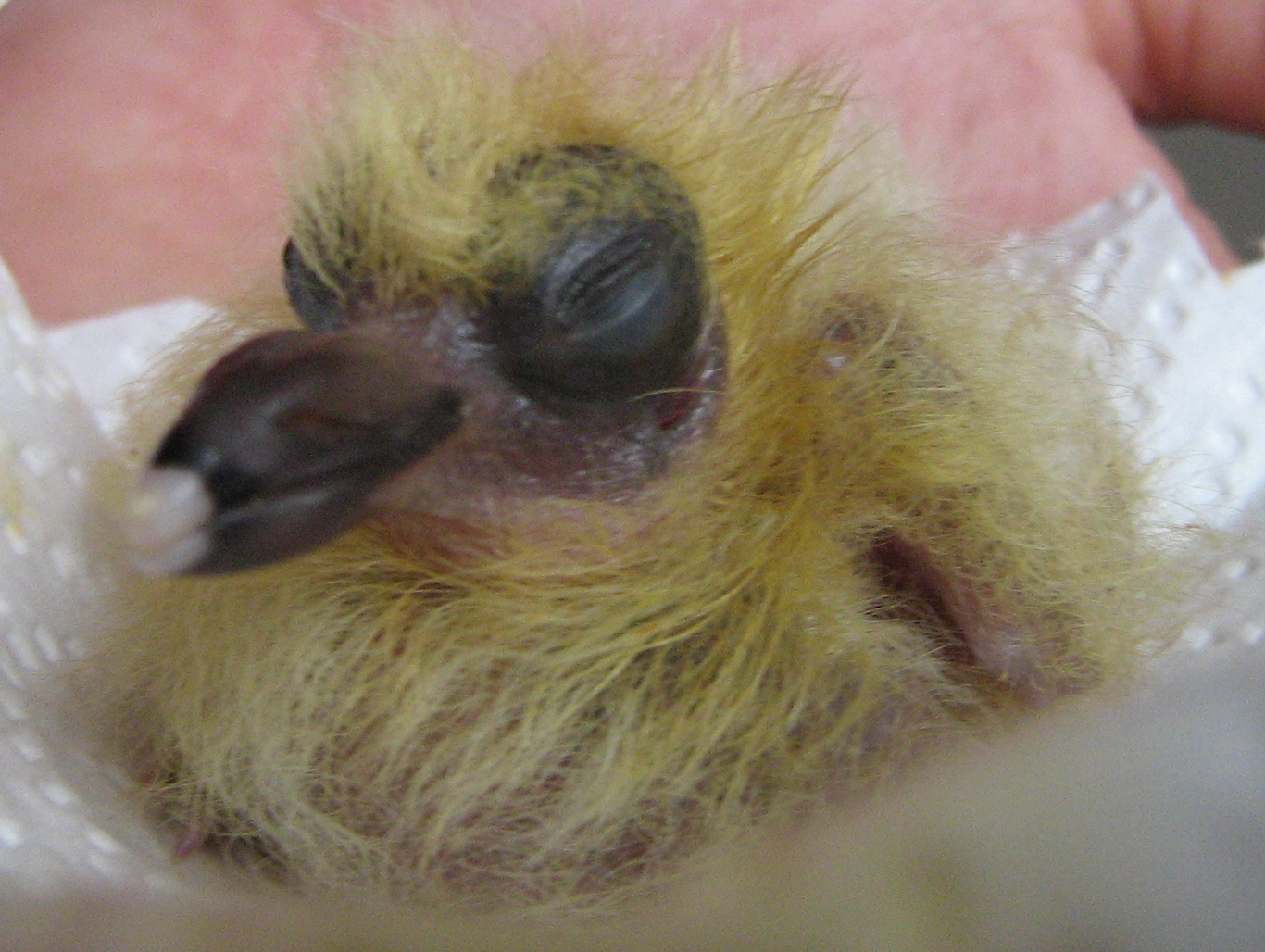
Küken, fünf Tage alt
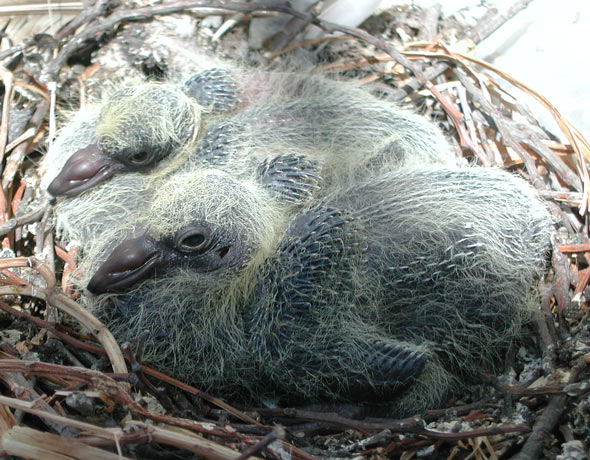
Küken, ca. zehn Tage alt
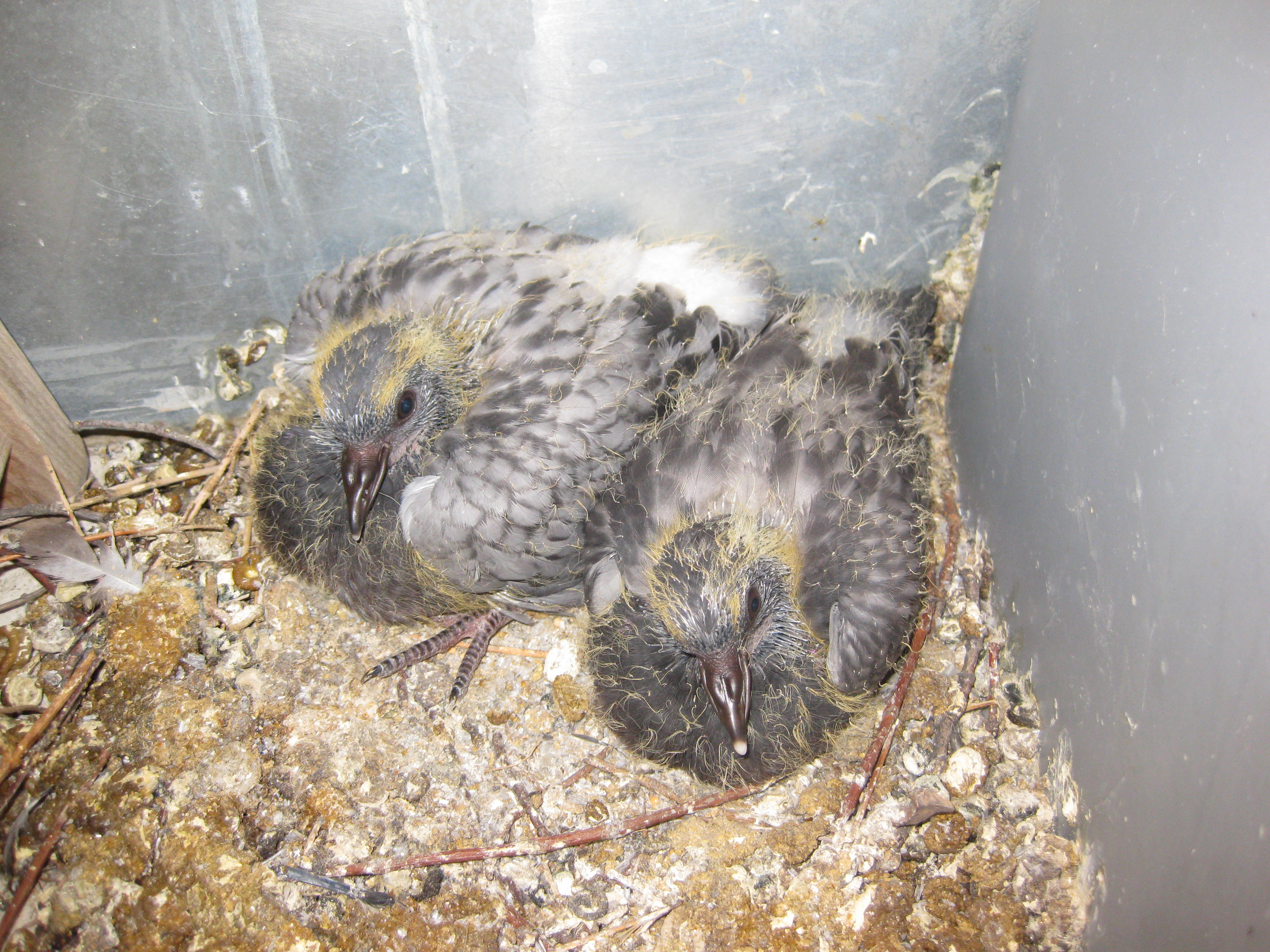
Küken, 16 Tage alt
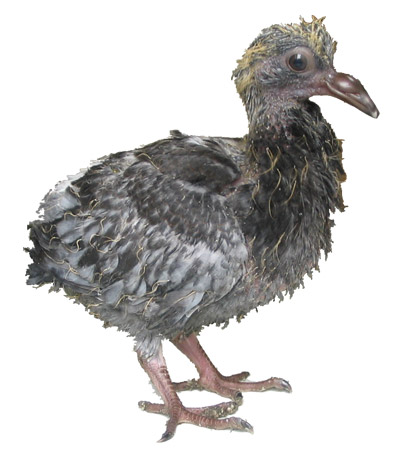
Jungvogel, 22 Tage alt
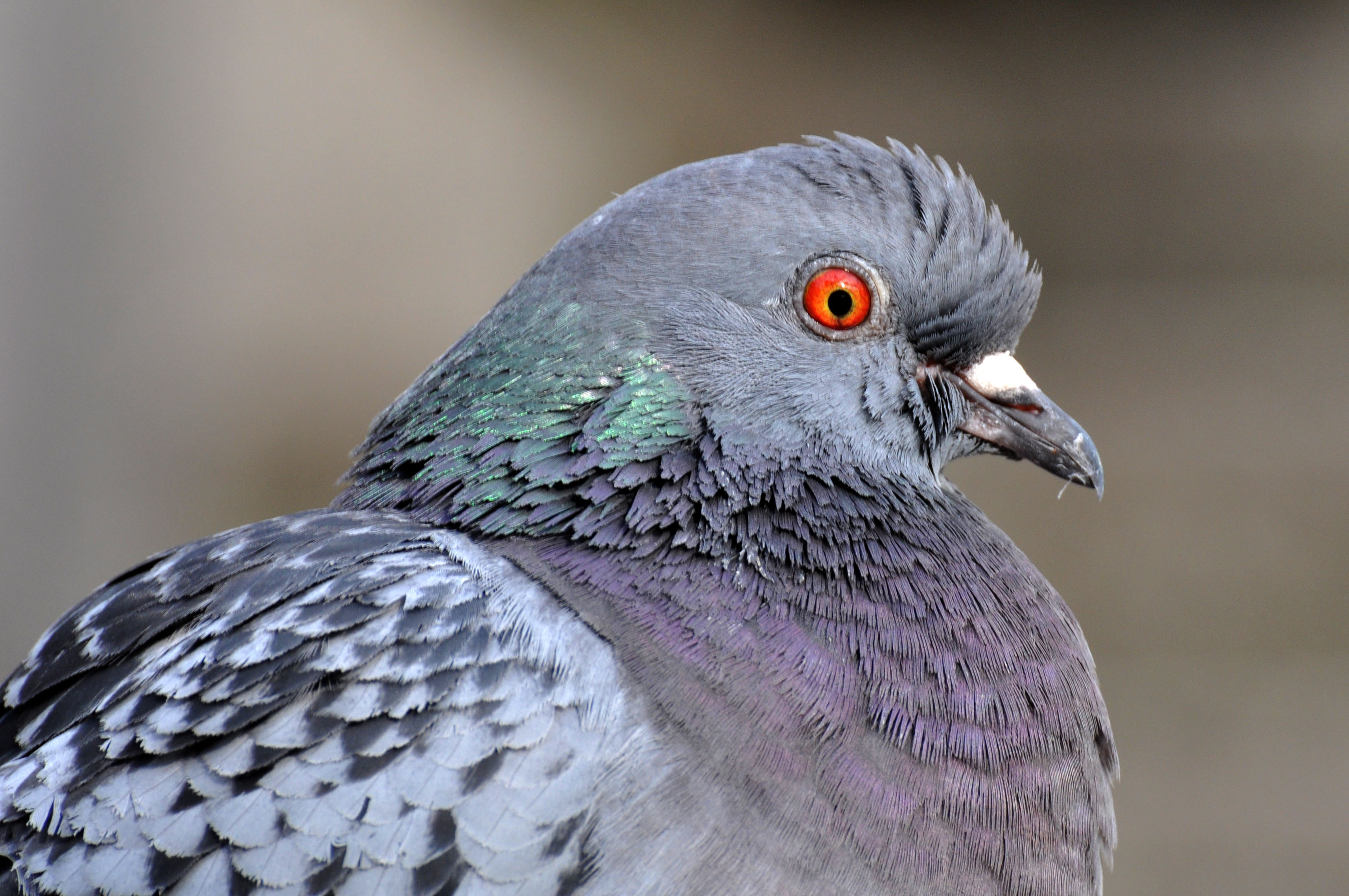
Porträt